# Eerste Kamerverkiezingen 2015/Kandidatenlijst/D66
De kandidatenlijst voor de Eerste Kamerverkiezingen 2015 van de Democraten 66 werd door een ledenraadpleging onder de leden vastgesteld. De uitslag werd op 31 januari publiek gemaakt.
De lijst werd op 30 april 2015 definitief vastgesteld door het centraal stembureau voor deze verkiezingen.
1. Thom de Graaf
2. Alexander Rinnooy Kan
3. Henriëtte Prast
4. Hans Engels
5. Annelien Bredenoord
6. Joris Backer
7. Paul Schnabel
8. Petra Stienen
9. Henk Pijlman
10. Herman Schaper
11. Margo Andriessen
12. Fleur Spijker
13. Anita Vink
14. Paul Comenencia
15. Marion Gout-van Sinderen
16. Adriana Esmeijer
17. Bas Werker
18. Hans Glaubitz
19. Johanna Boogerd-Quaak
20. Elisabeth van Oostrum
21. Patrick Poelmann
22. Anneke Wijbenga
23. Jacqueline Versteeg
24. Mark Sanders
25. Bob van den Bos

VVD · PVV · CDA · D66 · GroenLinks · SP · PvdA · ChristenUnie · Partij voor de Dieren · 50PLUS · SGP · OSF